# ونوم: بگذارید کارنیج بیاید
ونوم: بگذارید کارنیج بیاید (انگلیسی: Venom: Let There Be Carnage) یک فیلم ابرقهرمانی آمریکایی بر پایهٔ شخصیت ونوم از مارول کامیکس است که در سال ۲۰۲۱ منتشر شد. تولید این فیلم بر عهدهٔ کلمبیا پیکچرز با همکاری مشترک مارول و تنسنت پیکچرز بوده است و توسط سونی پیکچرز ریلیزینگ عرضهٔ شده است. این دومین فیلم در جهان شخصیت‌های مارول سونی پیکچرز و دنبالهٔ فیلم ونوم (۲۰۱۸) است. کارگردانی فیلم بر عهدهٔ اندی سرکیس از فیلم‌نامهٔ نوشتهٔ کلی مارسل است که بر پایهٔ داستانی با همکاری تام هاردی نوشته شده است. در این فیلم تام هاردی در نقش ونوم / ادی براک، در کنار میشل ویلیامز، نائومی هریس، رید اسکات، استیون گراهام و وودی هرلسون ایفای نقش می‌کند. در این فیلم، براک سعی دارد با مصاحبه با قاتل زنجیره‌ای کلتوس کسدی (هرلسون)، که میزبان یک هم‌زیست بیگانهٔ مشابهٔ ونوم به نام کارنیج می‌شود، زندگی کاری خود را در روزنامه‌نگاری دوباره احیا کند.
در نظر گرفته شده بود که ونوم آغازگر یک جهان مشترک جدید باشد و برنامه‌های دنبالهٔ آن در طول ساخت فیلم نخست آغاز شد. هرلسون برای حضور کوتاه در نقش کلتوس کسدی در پایان فیلم ونوم انتخاب شد تا برای فیلم دنباله، شخصیت شرور خود را معرفی کند. کار رسمی ساخت این دنباله در ژانویه ۲۰۱۹ آغاز شد، و هاردی و هرلسون تأیید کردند که همراه با مارسل به عنوان نویسندهٔ فیلم بازگشته‌اند. سرکیس در ماه اوت به عنوان کارگردان استخدام شد، دلیل این امر تجربه کار با CGI و فناوری ضبط حرکت بود که قسمت مهمی در به تصویر کشیدن ونوم و کارنیج در فیلم بود. فیلم‌برداری در استودیوی لیوزدن در انگلیس از نوامبر ۲۰۱۹ تا فوریه ۲۰۲۰ و فیلم‌برداری اضافی در سان فرانسیسکو در فوریه انجام شد. عنوان فیلم در آوریل ۲۰۲۰ اعلام شد. در ساخت این فیلم عمدتاً از قوس داستانی کتاب کمیک «حداکثر قتل‌عام» (۱۹۹۳) و قوس داستانی «حماسهٔ ونوم» از مجموعهٔ پویانمایی مرد عنکبوتی محصول ۱۹۹۴ الهام گرفته شده است.
ونوم: بگذارید کارنیج بیاید اولین بار در ۱۴ سپتامبر ۲۰۲۱ در لندن به نمایش درآمد. این فیلم پس از چندین تأخیر به‌دلیل همه‌گیری کووید-۱۹، سرانجام در ۱ اکتبر ۲۰۲۱ در ایالات متحده منتشر شد. این فیلم ۵۰۶ میلیون دلار فروش داشت و هفتمین فیلم پرفروش سال ۲۰۲۱ شد و نقدهای ضد و نقیضی از سوی منتقدان دریافت کرد. دنبالهٔ سوم در سال ۲۰۲۴ منتشر شد.

## داستان
سه سال پس از وقایع قسمت اول، ادی براک در تلاش است تا با تهیهٔ گزارشی در مورد قاتل زنجیره‌ای روانی به نام کلتوس کسدی که در انتظار اعدام است، به حرفهٔ روزنامه‌نگاری خود رونقی دوباره ببخشد. از آن‌جایی‌که کسدی ادی را بازتابی از درون خودش می‌داند، با هیچ‌کس غیر از او حاضر به صحبت کردن نیست. در حین ملاقات، کسدی ادی را تحریک می‌کند تا به او حمله کند و دست ادی را گاز می‌گیرد و از این طریق سیمبیوتی از ونوم را می‌بلعد. در همین حین، کارآگاه مولیگان که قادر به یافتن بقایای قربانیان کسدی نیست، از ادی درخواست کمک می‌کند. با این وجود، براک که زندگی آرام و دلپذیری را به‌عنوان یک قهرمان خودسر با ونوم سپری می‌کند، توسط رسانه‌ها و بین مردم به عنوان یک قهرمان جدید شناخته می‌شود، اما ونوم از رابطهٔ خود با ادی راضی نیست. ادی با ان ویینگ، که اخیراً با دان نامزد کرده است، ملاقات می‌کند.
در زندان ریون‌کرافت، کسدی برای اعدام آورده می‌شود اما با بیرون آمدن سیمبیوتی قرمزرنگ از کسدی، اعدام او متوقف می‌شود. کسدی که اکنون به کارنیج تبدیل شده است، وارد زندان شده و زندانیان را آزاد می‌کند و نگهبانان را می‌کشد. در راه خروج، کسدی با شیریک که احساسات عاشقانه‌ای به او دارد، روبرو می‌شود و او را آزاد می‌کند و با سررسیدن نگهبانان بیشتر، او از جیغ‌های فراصوتیش برای کمک به کارنیج برای فرار استفاده می‌کند.
در روز بعد، براک که می‌داند کسدی به‌زودی به سراغش خواهد آمد، موافقت می‌کند تا در ازای محافظت، با مولیگان ملاقات کند. ونوم که معتقد است با این کار براک خودش را به دردسر می‌اندازد، بدن ادی را ترک کرده و فرار می‌کند. کسدی وارد سانفرانسیسکو شده و کسانی را که به او خیانت کرده‌اند یا به پلیس لو داده‌اند می‌کشد و دست به سرقت و خشونت می‌زند. مولیگان برای دستگیری کسدی فراخوانده می‌شود، اما پلیس در مبارزه با کارنیج شکست می‌خورند. مولیگان و ادی فرار می‌کنند. ونوم به پیش ان می‌رود و می‌گوید که ادی را به دلیل کمک به مولیگان رها کرده است، زیرا می‌دانست که این کار او منجر به زندانی شدنش می‌شود. ان او را ترغیب می‌کند تا به پیش ادی بازگردد. ان ادی را آزاد می‌کند، ونوم به بدن ادی بازمی‌گردد و از دست نیروهای پلیس فرار می‌کنند. مولیگان به دنبال ونوم می‌رود. کسدی همچنان به ویرانی شهر ادامه می‌دهد و در این بین افراد زیادی کشته می‌شوند. شیریک به دیدن او می‌آید و عشقش به او را اعتراف می‌کند.
درحالی‌که شیریک به کارنیج در مقابل پلیس‌ها کمک می‌کند، ونوم حضور کسدی را حس کرده و او را پیدا می‌کند. شیریک مولیگان را می‌کشد و خودش توسط ونوم کشته می‌شود. کسدی که اکنون خشمگین است، ادی را در داخل کلیسایی پیدا می‌کند و در آن‌جا، ونوم به محض این که می‌فهمد کسدی میزبان کارنیج است، ترسیده و به ادی می‌گوید سیمبوت‌های قرمز، قوی‌تر هستند. کارنیج به ادی حمله می‌کند، اما ونوم به محض این‌که ادی به او اجازهٔ خوردن را می‌دهد، دوباره ظاهر می‌شود. کسدی به ادی می‌گوید تنها چیزی که می‌خواهد این است که کارنیج را در جهان آزاد کند. این دو با هم مبارزه می‌کنند و کارنیج بر ونوم چیره می‌شود اما ونوم در نهایت کارنیج را شکست داده و کسدی را زنده زنده می‌خورد. سپس ادی، ونوم و ان به سوی مخفیگاهی متواری می‌شوند. کارآگاه مولیگان که به نظر می‌رسد نمرده است، چشم‌هایش آبی رنگ می‌شود (که نشان می‌دهد کارآگاه مولیگان در اثر برخورد با کارنیج سیمبیوت در بدن او ظاهر می‌شود و به تاکسین تبدیل می‌شود).
در صحنهٔ پس از تیتراژ، ونوم در مورد آگاهی سیمبیوت‌ها از جهان‌های دیگر به بروک می‌گوید که ۸۰ میلیون سال نوری دربارهٔ جهان‌های موازی دارد که اگر آن‌ها را به براک کامل بگوید مغزش ذوب می‌شود در همین حین، ناگهان هردو با تابش نور خیره کننده‌ای، از اتاق هتل خود به محلی ناآشنا منتقل می‌شوند و در آنجا گزارشی از جیمز جونا جیمسون را می‌بینند که در آن هویت مرد عنکبوتی یا همان پیتر پارکر را که متهم به قتل میستریو است را افشا می‌کند.

## بازیگران
- تام هاردی در نقش ادی براک / ونوم
- وودی هرلسون در نقش کلیتوس کسدی / کارنیج
- میشل ویلیامز در نقش ان ویینگ
- رید اسکات در نقش دن لوئیس (دوست پسر ان ویینگ)
- نائومی هریس در نقش شیریک